# R.E.D. (Ne-Yo)
R.E.D. (acronimo di Realizing Every Dream) è il quinto album del cantante statunitense Ne-Yo, pubblicato il 6 novembre 2012. È il primo album di Ne-Yo pubblicato dall'etichetta discografica Motown Records.

## Composizione
In precedenza, l'artista avrebbe dovuto intitolare l'album The Cracks in Mr Perfect (titolo del primo brano del CD), ma successivamente ha deciso di cambiare il nome in R.E.D., acronimo di Realizing Every Dream. Per Ne-Yo si tratta del primo album non pubblicato sotto la Def Jam, infatti l'album è stato pubblicato sotto la Motown Records.
Per l'album il cantante ha riunito il team di produttori Stargate, No I.D. e David Banner, spiegando ai produttori di non voler dare loro limiti creando con loro un album "libero".
Diversi critici hanno detto dopo l'uscita dell'album, che l'artista aveva perso di vista l'R&B, per avventurarsi nel panorama musicale pop.

## Stile musicale
(Ne-Yo parlando dello stile musicale dell'album)
Le sonorità dei brani dell'album contengono un mix di elementi R&B, pop e dance pop. In diversi hanno notato il fatto che l'artista sia maturato nella scrittura dei testi, tra cui Tracey Garraud di Rolling Stone, che ha detto che i testi di R.E.D. sono più maturi e profondi in confronto ai precedenti lavori del cantante.

## Tracce
1. Cracks in Mr. Perfect – 4:56
2. Lazy Love – 3:16
3. Let Me Love You (Until You Learn to Love Yourself) – 4:11
4. Miss Right – 3:49
5. Jealous – 4:07
6. Don't Make Em like You (feat. Wiz Khalifa) – 4:09
7. Be The One – 3:47
8. Stress Reliever – 3:35
9. She Is (feat. Tim McGraw) – 3:26
10. Carry On (Her Letter to Him) – 3:56
11. Forever Now – 3:41
12. Shut Me Down – 3:41
13. Unconditional – 4:38

Edizione Deluxe
1. Should Be You (feat. Fabolous & Diddy) – 4:15
2. My Other Gun – 3:18
3. Alone With You (Maddie's Song) – 4:58
4. Let's Go (feat. Calvin Harris feat. Ne-Yo) – 3:53

iTunes Traccia Bonus
1. Burning Up – 3:33